# Il Dubbio
Il Dubbio è un quotidiano italiano fondato da Piero Sansonetti e diretto da Davide Varì, pubblicato dal 1º marzo 2016.

## Storia
La fondazione del giornale viene annunciata da Piero Sansonetti (ex direttore di Liberazione, Gli Altri, L'Ora della Calabria e Cronache del Garantista) nel dicembre 2015 ed esce nelle edicole il 1º marzo 2016. Il quotidiano è pubblicato dalla Edizioni Diritti e Ragione, di proprietà del Consiglio Nazionale Forense, la cui decisione di sostenere il giornale è stata criticata dall'Associazione Nazionale Forense.
Il giornale esce nelle edicole di Roma, Milano, Torino e Napoli ed è distribuito tramite abbonamento postale anche nel resto dell'Italia.
La linea del giornale è ispirata al garantismo, in opposizione al giustizialismo.
Il 2 aprile 2019 Sansonetti lascia la direzione e viene sostituito da Carlo Fusi. Sansonetti successivamente lascia Il Dubbio e rifonda Il Riformista.
Il 31 dicembre 2020 anche Fusi lascia la direzione e viene sostituito da Davide Varì.

## Direttori
- Piero Sansonetti (2016 - 2019)
- Carlo Fusi (2019 - 2021)
- Davide Varì (dal 2021)